# Knight Area
Knight Area est un groupe de rock progressif symphonique néerlandais.

## Biographie
Les racines de Knight Area remontent au début des années 1980 alors que Gerben Klazinga compose ses premières esquisses musicales de rock progressif. Plusieurs années plus tard, son frère, Joop (qui fera d'ailleurs partie du groupe à ses débuts), constate le potentiel du matériel de son frère, l'encourageant à enregistrer certains morceaux. Après avoir couché sur piste les claviers et certaines partitions de batterie, il s'entoure de divers musiciens pour finaliser le premier album du groupe, The Sun Also Rises. Après divers concerts en Europe et au festival américain NEARfest, leur deuxième album, Under a new Sign, est publié en 2007.
À l'origine, le groupe comprend sept membres, mais à cause de circonstances personnelles, il est plus tard réduit à un quintette. Avec cette formation, le groupe sort l'album-concept Realm of Shadows et le double album live Rising Signs from the Shadows. Le 4 octobre 2014, le groupe publie son cinquième album, Hyperdrive. L'album est mixé par Joost van den Broek (After Forever, Ayreon, Star One...). Arjen Anthony Lucassen (Ayreon, Star One) contribue à l'album sur une piste à la guitare. En décembre 2012, le départ du bassiste Gijs Koopman est annoncé.
Les 9 et 10 avril 2015, le groupe joue pour la première fois en Pologne avec le groupe britannique Arena. Le concert du 9 avril 2015 à Katowice est publié en DVD le 13 novembre 2015 par Metal Mind Productions (Pologne), comprenant également un CD. Le CD/DVD s'intitule Hyperlive.

## Membres

### Membres actuels
- Gerben Klazinga - composition principale, claviers
- Jan Willem Ketelaers- voix
- Pieter van Hoorn - batterie
- Peter Vink - basse
- Mark Bogert - guitare

### Anciens membres
- Joop Klazinga - flûte, claviers
- Rinie Huigen - guitare
- Mark Vermeule - guitare
- Gijs Koopman - basse
- Mark  Smit - vocal

## Discographie
- 2004 : The Sun Also Rises (The Lasers Edge)
- 2007 : Under a new Sign (The Lasers Edge)
- 2009 : 'Realm of Shadows (The Lasers Edge)
- 2010 : Rising Signs From The Shadows (live) (indépendant)
- 2011 : Nine Paths (The Lasers Edge)
- 2014 : Hyperdrive (The Lasers Edge)
- 2017 : Heaven and Beyond (Butler)
- 2019 : D-Day (The Lasers Edge)